# Xả súng tại trường học Parkland Florida
Vào khoảng 2 giờ 40 phút chiều. EST vào ngày 14 tháng 2 năm 2018, một vụ xả súng xảy ra tại Trường Trung học Marjory Stoneman Douglas ở Parkland, Florida, khu vực cách cách thành phố Miami khoảng 50 dặm (~80 km) về phía bắc. 17 người đã bị giết và 15 người phải nhập viện, khiến nó trở thành vụ xả súng trường trung học chết người nhiều nhất trong lịch sử Hoa Kỳ hiện đại. Người bị cáo buộc xả súng đang bị giam giữ tại Văn phòng Cảnh sát trưởng của hạt Broward. Anh ta được đưa đến bệnh viện địa phương trước khi bị bắt giam và bị khởi tố.

## Vũ khí
Vũ khí mà thủ phạm dùng là khẩu súng trường bắn tự động AR-15, hiện là vũ khí được những kẻ nổi điên giết người tập thể ở Mỹ ưa chuộng nhất. Khẩu súng này có thể được mua dễ dàng tại nhiều tiểu bang, tốn khoảng vài trăm USD. Giáo sư ngành luật và là một người phản đối mua bán súng Richard W. Painter nói: "Đối với một thanh niên 19 tuổi ở Florida, mua bia thì khó hơn mua một khẩu súng như vậy". Thực vậy một khẩu súng trường AR-15 có thể mua được ở độ tuổi 18. Bia muốn mua thì phải trên 21.

### Lễ súng AR-15
Ngày 28.2.2018, đạo World Peace and Unification Sanctuary, mà giáo chủ là con trai của giáo chủ Sun Myung Moon, đã làm lễ súng AR-15 tại một làng ở Philadelphia. 250 cặp được mời (không có các cặp đồng tính), những người làm chủ súng AR-15, hay để lại tiền đặt cọc là 700 Dollar và hứa là, sẽ dùng tiền này để mua súng. Ngoài việc mang súng theo khách tới dự nên đeo vương miện. Trường tiểu học gần đó đã phải chuyển học sinh tới một trường khác cách đó 15 km.

## Nạn nhân

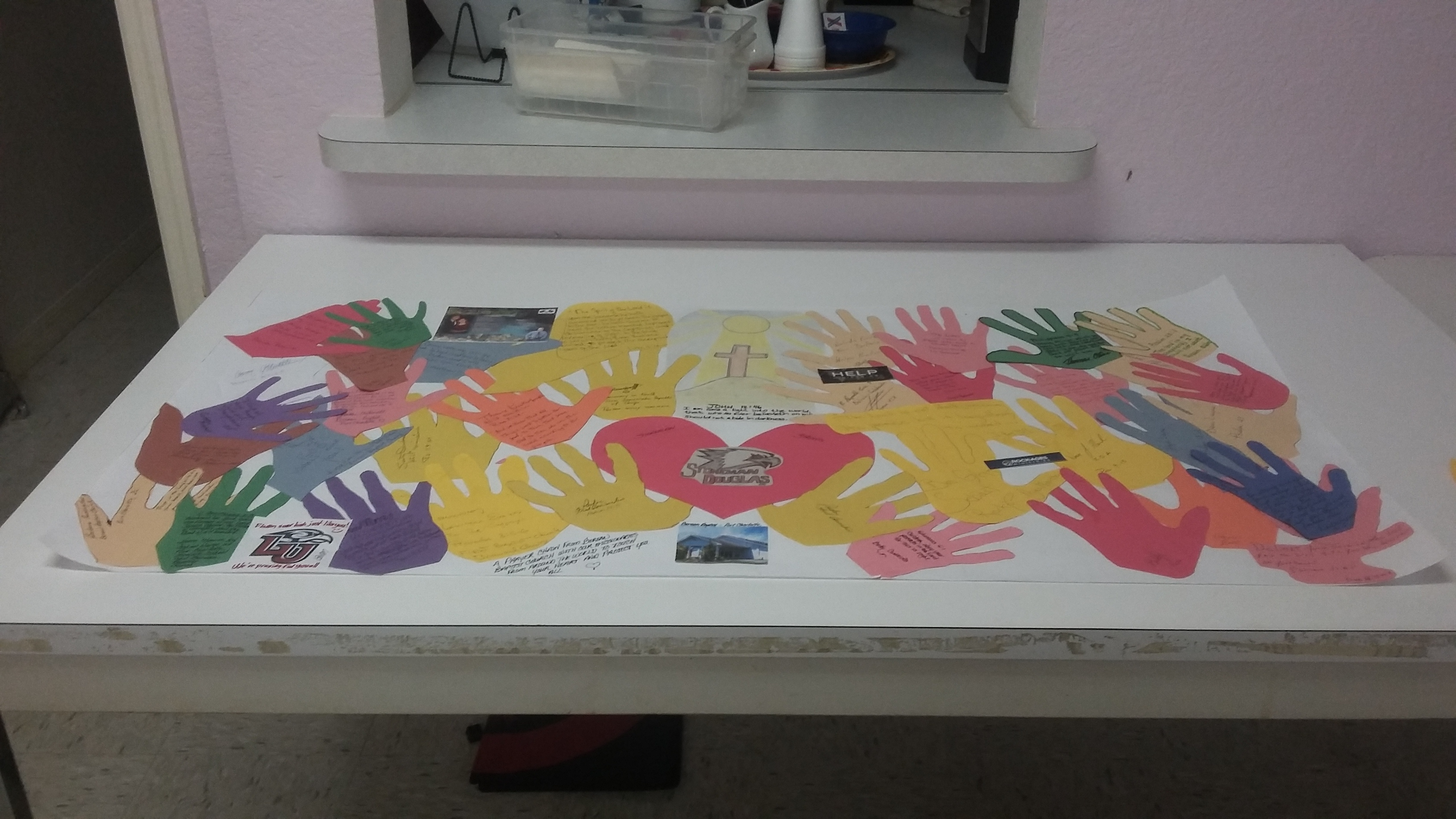
Biểu ngữ được tạo bởi một Baptist độc lập nhà thờ để cung cấp hỗ trợ cho những người sống sót. Các biểu ngữ như vậy cung cấp tình yêu và hỗ trợ đã được yêu cầu bởi các quan chức nhà trường và được treo khắp trường.

Có ít nhất 17 người được xác định là tử vong, trong đó có 14 học sinh và 3 nhân viên nhà trường, 15 người khác bị thương, trong đó có ít nhất 3 người đang trong tình trạng nguy kịch. trong 17 người tử vong thì có 12 người chết trong trường, 2 người trúng đạn bên ngoài trường, 1 người trên đường và 2 người trong bệnh viện. Danh sách 17 người tử vong từ 14 đến 49 tuổi:
- Alyssa Alhadeff, 14
- Scott Beigel, 35
- Martin Duque, 14
- Nicholas Dworet, 17
- Aaron Feis, 37
- Jaime Guttenberg, 14
- Chris Hixon, 49
- Luke Hoyer, 15
- Cara Loughran, 14
- Gina Montalto, 14
- Joaquin Oliver, 17
- Alaina Petty, 14
- Meadow Pollack, 18
- Helena Ramsay, 17
- Alex Schachter, 14
- Carmen Schentrup, 16
- Peter Wang, 15

Giáo viên địa lý Scott Beigel đã bị giết sau khi ông mở khóa một lớp học để học sinh vào và trốn khỏi tay súng. Aaron Feis, một trợ lý huấn luyện viên bóng đá và bảo vệ an ninh, đã bị giết khi anh che chắn cho hai học sinh. Chris Hixon, giám đốc thể thao của trường, đã bị giết khi anh chạy về phía tiếng súng và cố gắng giúp đỡ các học sinh chạy trốn.
Sinh viên Peter Wang được nhìn thấy lần cuối trong bộ đồng phục của Quân đoàn Dự bị Thiếu niên (JROTC), giữ cửa mở để những người khác có thể thoát ra nhanh hơn; Wang không thể chạy trốn cùng các học sinh khi Cruz xuất hiện và bắn chết anh ta. Các nhà bình luận khen ngợi hành động của anh ấy và mô tả anh ấy như một anh hùng. Một bản kiến nghị của Nhà Trắng đã được lưu hành, kêu gọi ông được chôn cất với đầy đủ danh dự quân sự. Tại các đám tang tương ứng của họ, Wang, Alaina Petty và Martin Duque đều được Quân đội Hoa Kỳ vinh danh sau khi được trao tặng Huân chương ROTC cho Chủ nghĩa anh hùng, và Wang được chôn cất trong bộ đồng phục JROTC Blues. Vào ngày 20 tháng 2, anh được nhận vào học viện hậu kỳ hiếm hoi vào Học viện quân sự Hoa Kỳ.

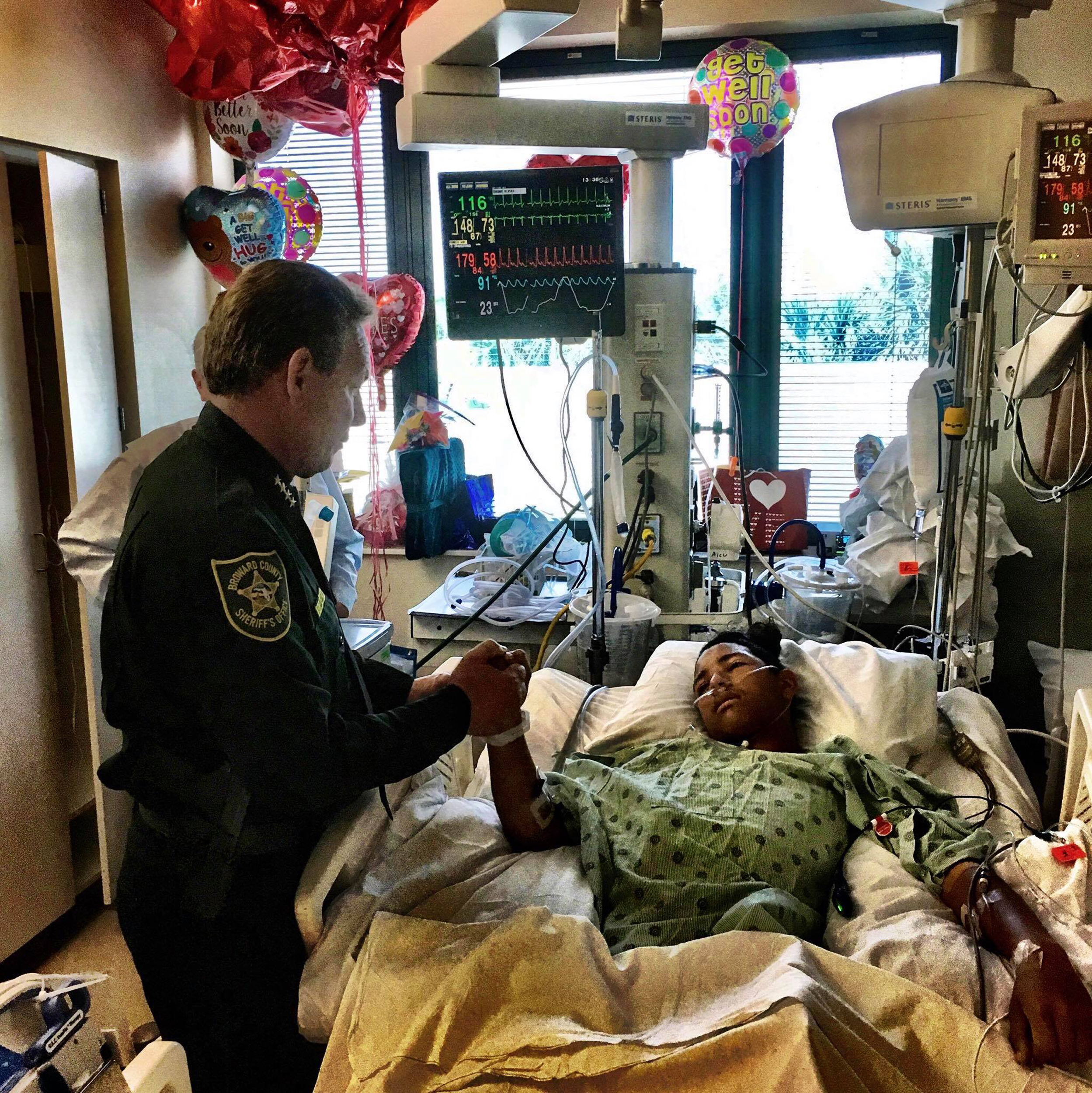
Cảnh sát trưởng Israel đến thăm nạn nhân Anthony Borges.

Alyssa Alhadeff là đội trưởng của Câu lạc bộ bóng đá Parkland. Vào ngày 7 tháng 3 năm 2018, gần ba tuần sau khi bắn súng, cô được đội bóng đá quốc gia Hoa Kỳ vinh danh trước một trận đấu ở Orlando. Đồng đội và gia đình của cô đã được mời tham gia trò chơi và được tặng áo đấu chính thức có tên của Alhadeff.
Meadow Pollack là một đàn anh đã bị bắn bốn lần. Khi Cruz bắn vào các phòng học khác, cô bò đến cửa lớp nhưng không thể vào được bên trong. Cara Loughran đã sát cánh cùng Pollack và Pollack che chở Loughran trong nỗ lực che chở cô khỏi những viên đạn. Cruz trở lại lớp học và đặt Pollack và Loughran. Anh ta xả vũ khí của mình thêm năm lần nữa, giết chết cả hai cô gái.
Nạn nhân cuối cùng phải nhập viện, Anthony Borges, 15 tuổi, đã được thả ra vào ngày 4 tháng Tư. Được mệnh danh là "Người sắt thực sự", Borges đã bị bắn năm lần sau khi anh ta dùng cơ thể của mình để chặn cửa một lớp học nơi có hai mươi học sinh bên trong. Sau khi được thả ra, Borges đã đưa ra một tuyên bố chỉ trích hành động của các phó cảnh sát trưởng Broward, Cảnh sát trưởng Scott Israel, và Giám thị học đường Robert Runcie. Gia đình anh đã nộp thông báo về ý định khởi kiện khu học chánh vì thương tích cá nhân để trang trải chi phí liên quan đến sự phục hồi của anh.
Một số người sống sót sau vụ nổ súng, cả giáo viên và học sinh, đã phải vật lộn với cảm giác tội lỗi của người sống sót và các triệu chứng khác của rối loạn căng thẳng sau chấn thương (PTSD). Vào ngày 17 tháng 3 năm 2019, sau kỷ niệm đầu tiên của vụ nổ súng, một người sống sót 19 tuổi đã mất người bạn của mình là Poll Pollack năm trước, đã tự sát sau khi phải vật lộn để học đại học. Cô ấy đã rất sợ hãi khi ở trong một lớp học, và cũng đã được điều trị cho tội lỗi và PTSD của người sống sót. Chưa đầy một tuần sau, một cậu bé 16 tuổi sống sót sau vụ nổ súng đã chết vì tự tử rõ ràng.

## Nghi phạm
Nghi phạm được xác định là Nikolas Jacob Cruz (sinh 24 tháng 9, 1998) tại Margate, Quận Broward, Florida, là một cựu học sinh của trường Marjory Stoneman Douglas.

## Dư luận

### Học sinh phản ứng
Ngay sau vụ tấn công, một số học sinh sống sót đã chỉ trích các phản ứng, yêu cầu các chính trị gia phải làm mọi thứ để ngăn không cho trẻ em tiếp tục chết trong các vụ xả súng hơn là chỉ chia buồn. Một số học sinh này đòi hỏi phải có hành động trong việc kiểm soát súng chặt chẽ hơn.
Học sinh của Stoneman Douglas đã tổ chức nhóm Never Again MSD sau vụ xả súng. Nhóm bắt đầu trên phương tiện truyền thông xã hội bằng cách sử dụng hashtag #NeverAgain. Nhóm này đòi hỏi hành động lập pháp để ngăn chặn các vụ xả súng tương tự trong tương lai và đã lên tiếng lên án các nhà lập pháp Hoa Kỳ nhận được những đóng góp chính trị từ Hiệp hội súng trường quốc gia (NRA) . Never Again MSD tổ chức một cuộc biểu tình vào ngày 17 tháng 2 năm 2018 ở Ft. Lauderdale, Florida, với sự tham dự của hàng trăm người ủng hộ.
Nữ học sinh và cũng là người sống sót Emma González được chú ý vì bài phát biểu đầy xúc động của mình khi khiển trách "những suy nghĩ và cầu nguyện" từ chính phủ và Tổng thống . Mạng Phụ Nữ Diễu hành đang lên kế hoạch tổ chức một cuộc bãi học để phản đối 17 phút vào ngày 14 tháng 3 năm 2018. "March for Our Lives", một cuộc biểu tình học sinh toàn quốc sẽ bao gồm một cuộc diễu hành ở Washington, D.C., được lên kế hoạch cho ngày 24 tháng 3 năm 2018. González đang nổi lên như là một người ủng hộ nhiệt tình cho việc kiểm soát súng, nói với một "giọng điệu mới của sự ủng hộ giận dữ", theo một tường thuật của The Washington Post. Cô là một trong những nhà lãnh đạo tuổi teen của phong trào phản đối chống lại bạo lực súng ở Hoa Kỳ. González cam kết làm việc với những người cùng lứa tuổi để làm áp lực với các nhà lập pháp đưa ra các luật mới và thay đổi luật pháp hiện tại .
Vào ngày 20 tháng 4 năm 2018, kỷ niệm vụ Thảm sát Trường Trung học Columbine, các cuộc bãi học cả ngày được lên kế hoạch cho các nhóm giáo viên bởi Diane Ravitch và David Berliner, và cho các nhóm học sinh bởi Lane Murdock của Trường trung học Ridgefield High School .

#### Ủng hộ
- George Clooney và vợ ông Amal đóng góp 1/2 triệu Dollar cho các cuộc biểu tình chống lại bạo lực vũ khí và nói là sẽ tham dự cuộc biểu tình vào ngày 24 tháng 3.
- Cả người dẫn chương trình Oprah Winfrey tuyên bố, sẽ đóng góp 500.000 Dollar cho phong trào. Winfrey viết trên Twitter, nỗ lực của các học sinh làm bà nhớ tới những người hoạt động vì quyền Công dân trong thập niên 60, mà "cũng đã nói, chúng tôi chán ngấy rồi, và các tiếng nói của chúng tôi sẽ được nghe tới." [52].

### Biểu quyết về kiểm soát vũ khí ở Florida
Ngày 21 tháng 2 năm 2018, quốc hội tiểu bang Florida từ chối luật kiểm soát vũ khí chặt chẽ hơn với số phiếu 71:36. Đây là dự luật cấm các vũ khí bán tự động kiểu AR-15, hoặc lớn hơn. Các học sinh tham dự buổi họp quốc hội tại Tallahassee bật khóc. Sheryl Acquaroli, một nữ học sinh 16 tuổi nói với CNN, nếu lại xảy ra một cuộc giết người tập thể thì đó là lỗi của họ, họ đã có cơ hội để chấm dứt chuyện đó." 

## Điều tra
FBI đã nhận được hai cảnh báo về một kẻ giết người tiềm năng trong sáu tháng. Một trong những điều này là do một tin nhắn được đăng trên Youtube.com bởi một kẻ giết người tiềm năng: Tôi sẽ trở thành một game bắn súng trường học chuyên nghiệp, đã được báo cáo với FBI.
Một đại diện của chính phủ Hoa Kỳ nói rằng khẩu súng trường được sử dụng trong vụ nổ súng đã được mua một cách hợp pháp sau khi vượt qua tất cả các kiểm tra cần thiết.